# Swedish Open 2013
Swedish Open 2013 — тенісний турнір, що проходив на кортах з ґрунтовим покриттям. Належав до категорії 250 в рамках Туру ATP 2013 та International в рамках Туру WTA 2013. Відбувся в Бостаді (Швеція) з 6 до 14 липня 2013 року чоловічий турнір і з 13 липня до 21 липня 2013 року - жіночий. Також відомий під назвою SkiStar Swedish Open 2013 серед чоловіків і Collector Swedish Open 2013 серед жінок за назвою спонсора. Це був 66-й турнір серед чоловіків і 5-й - серед жінок.

## Учасники основної сітки серед чоловіків

### Сіяні
| Країна    | Гравець           | Рейтинг1 | Сіяний |
| --------- | ----------------- | -------- | ------ |
| Чехія     | Томаш Бердих      | 6        | 1      |
| Іспанія   | Ніколас Альмагро  | 16       | 2      |
| Аргентина | Хуан Монако       | 20       | 3      |
| Іспанія   | Томмі Робредо     | 29       | 4      |
| Болгарія  | Григор Димитров   | 31       | 5      |
| Сербія    | Віктор Троїцький  | 44       | 6      |
| Аргентина | Орасіо Себальйос  | 52       | 7      |
| Іспанія   | Фернандо Вердаско | 54       | 8      |

- 1 Рейтинг подано станом на 24 червня 2013

### Інші учасники
Учасники, що отримали вайлд-кард на участь в основній сітці:
- Markus Eriksson
- Андреас Вінчігерра
- Еліяс Імер

Нижче наведено гравців, які пробились в основну сітку через стадію кваліфікації:
- Генрі Лааксонен
- Юліан Райстер
- Дієго Шварцман
- Антоніо Веїч

Такі тенісисти потрапили в основну сітку як щасливий лузер:
- Маріус Копіл

### Знялись з турніру
До початку турніру
- Сімоне Болеллі
- Руджеріо Дутра да Сілва
- Давид Феррер (травма гомілковостопного суглобу)
- Єжи Янович
- Паоло Лоренці (травма гомілковостопного суглобу)
- Гвідо Пелья

## Парний розряд серед чоловіків

### Сіяні
| Країна  | Гравець          | Країна  | Гравець           | Рейтинг1 | Сіяні |
| ------- | ---------------- | ------- | ----------------- | -------- | ----- |
| Швеція  | Роберт Ліндстедт | Канада  | Деніел Нестор     | 27       | 1     |
| Іспанія | Давід Марреро    | Іспанія | Фернандо Вердаско | 36       | 2     |
| Італія  | Даніеле Браччалі | Чехія   | Франтішек Чермак  | 77       | 3     |
| Швеція  | Юган Брунстрем   | ПАР     | Равен Класен      | 109      | 4     |

- Рейтинг подано станом на 24 червня 2013

### Інші учасники
Нижче наведено пари, які отримали вайлдкард на участь в основній сітці:
- Isak Arvidsson /  Micke Kontinen
- Григор Димитров /  Мікаель Тільстрем

Наведені нижче пари отримали місце як заміна:
- Тіємо де Баккер /  Раміз Джунейд

### Знялись з турніру
До початку турніру
- Паоло Лоренці (травма гомілковостопного суглобу)

## Учасниці в одиночному розряді серед жінок

### Сіяні
| Країна   | Гравчиня               | Рейтинг1 | Сіяна |
| -------- | ---------------------- | -------- | ----- |
| США      | Серена Вільямс         | 1        | 1     |
| Румунія  | Сімона Халеп           | 30       | 2     |
| Чехія    | Клара Закопалова       | 42       | 3     |
| Болгарія | Цветана Піронкова      | 57       | 4     |
| Іспанія  | Лурдес Домінгес Ліно   | 58       | 5     |
| Україна  | Леся Цуренко           | 61       | 6     |
| Іспанія  | Сільвія Солер-Еспіноса | 75       | 7     |
| Швеція   | Юганна Ларссон         | 77       | 8     |

- 1 Рейтинг подано станом на 8 липня 2013

### Інші учасниці
Учасниці, що отримали вайлд-кард на участь в основній сітці:
- Белінда Бенчич
- Еллен Аллгурін
- Ребекка Петерсон

Нижче наведено гравчинь, які пробились в основну сітку через стадію кваліфікації:
- Андреа Гаміс
- Анастасія Гримальська
- Рішель Гогеркамп
- Леслі Керкгове

### Відмовились від участі
До початку турніру
- Алекса Ґлетч
- Кая Канепі
- Магдалена Рибарикова
- Ярослава Шведова
- Вінус Вільямс

### Знялись
- Сімона Халеп (травма спини)

## Учасниці в парному розряді

### Сіяні
| Країна  | Гравчиня                | Країна  | Гравчиня               | Рейтинг1 | Сіяна |
| ------- | ----------------------- | ------- | ---------------------- | -------- | ----- |
| Іспанія | Анабель Медіна Гаррігес | Чехія   | Клара Закопалова       | 122      | 1     |
| Іспанія | Аранча Парра Сантонха   | Іспанія | Сільвія Солер-Еспіноса | 123      | 2     |
| Росія   | Алла Кудрявцева         | Україна | Ольга Савчук           | 162      | 3     |
| Україна | Ірина Бурячок           | Грузія  | Анна Татішвілі         | 207      | 4     |

- 1 Рейтинг подано станом на 8 липня 2013

### Інші учасниці
Нижче наведено пари, які отримали вайлдкард на участь в основній сітці:
- Еллен Аллгурін /  Ребекка Петерсон
- Жакеліне Кабадж Авад /  Корнелія Лістер

## Переможниці

### Одиночний розряд, чоловіки
- Карлос Берлок —  Фернандо Вердаско, 7–5, 6–1

### Одиночний розряд, жінки
- Серена Вільямс —  Юганна Ларссон, 6–4, 6–1

### Парний розряд, чоловіки
- Ніколас Монро /  Зімон Штадлер —  Карлос Берлок /  Альберт Рамос, 6–2, 3–6, [10–3]

### Парний розряд, жінки
- Анабель Медіна Гаррігес /  Клара Закопалова —  Александра Дулгеру /  Флавія Пеннетта, 6–1, 6–4